# Hugo Chávez (piłkarz)
Hugo Guillermo Chávez Fernández (ur. 16 października 1976 w Veracruz) – piłkarz meksykański grający na pozycji ofensywnego obrońcy.

## Kariera klubowa
Chávez pochodzi z miasta Veracruz i tam też zaczął swoją piłkarską karierę w klubie Tiburones Rojos de Veracruz. W jej barwach 13 listopada 1993 zadebiutował w zremisowanym 1-1 meczu ligi meksykańskiej z Puebla FC. Nie mogąc się przebić do składu Veracruz został wypożyczony do prowincjonalnego klubu Delfines Jalapa.
Po powrocie do Veracruz w 1995 był podstawowym zawodnikiem klubu. W połowie 1997 r. Hugo Chávez przeszedł do zespołu Monarcas Morelia i występował w nim przez kolejne pięć lat. Z Morelią zdobył mistrzostwo Meksyku w turnieju Invierno w 2000 r.
Sezon 2002-2003 spędził w Tigres UANL. Kolejne trzy lata Chávez spędził w klubie Puebla FC. Z Pueblą spadł z ligi w 2005, by po roku do niej wrócić. Następne trzy sezony Chávez spędził w Veracruz i Tecos UAG. Sezon 2009-2010 spędził w drugoligowej Méridzie, skąd powrócił do Morelii, w której zakończył karierę w 2010 r. Ogółem w lidze meksykańskiej Chávez rozegrał 217 spotkań, w których strzelił 10 bramek.
| Sezon   | Klub             | Kraj   | Rozgrywki                  | Mecze | Bramki |
| ------- | ---------------- | ------ | -------------------------- | ----- | ------ |
| 1993/94 | Veracruz         | Meksyk | Primera División           | 1     | 0      |
| 1994/95 | Delfines Jalapa  | Meksyk | ?                          | ?     | ?      |
| 1995/96 | Veracruz         | Meksyk | Primera División           | 19    | 2      |
| 1996/97 | Veracruz         | Meksyk | Primera División           | 19    | 1      |
| 1997/98 | Monarcas Morelia | Meksyk | Primera División           | 10    | 0      |
| 1998/99 | Monarcas Morelia | Meksyk | Primera División           | 32    | 0      |
| 1999/00 | Monarcas Morelia | Meksyk | Primera División           | 28    | 1      |
| 2000/01 | Monarcas Morelia | Meksyk | Primera División           | 30    | 0      |
| 2001/02 | Monarcas Morelia | Meksyk | Primera División           | 16    | 1      |
| 2002/03 | Tigres UANL      | Meksyk | Primera División           | 20    | 5      |
| 2003/04 | Puebla FC        | Meksyk | Primera División           | 28    | 0      |
| 2004/05 | Puebla FC        | Meksyk | Primera División           | 14    | 0      |
| 2005/06 | Puebla FC        | Meksyk | Liga de Ascenso            | 2     | 0      |
| 2006/07 | Veracruz         | Meksyk | Primera División           | 0     | 0      |
| 2007/08 | Tecos UAG        | Meksyk | Primera División           | 0     | 0      |
| 2008/09 | Tecos UAG        | Meksyk | Primera División           | 0     | 0      |
| 2009/10 | Mérida FC        | Meksyk | Liga de Ascenso            | 0     | 0      |
| 2010/11 | Monarcas Morelia | Meksyk | Primera División           | 0     | 0      |
|         |                  |        | Łącznie w Primera División | 217   | 10     |

## Kariera reprezentacyjna
W reprezentacji Meksyku Chavéz zadebiutował w 2001 roku. W tym samym roku wystąpił w Puchar Konfederacji 2001, na którym Meksyk odpadł w fazie grupowej. Ogółem w reprezentacji rozegrał 2 spotkania.